# Nikolaj Mihajlov
Nikolaj Mihajlov (rusko Николай Александрович Михайлов, litovsko Nikolajus Michailovas), ruski jezikoslovec, raziskovalec  baltoslovanske in  slovenske mitologije, * 11. junij 1967, Moskva, † 25. maj 2010, Videm. 

## Življenjepis
Diplomiral je iz francoščine v Moskvi, kjer je opravil tudi magisterij iz klasične filologije. Leta 1990 se je preselil v Italijo, leta 1998 pa je doktoriral iz disertacijo o jeziku zgodnjeslovenskih spomenikov na Univerzi v Pisi. Tam je predaval tudi slovansko mitologijo. Od leta 1993 do 1995 je predaval ruščino na Univerzi v Trentu. Leta 1998 je postal profesor slovenščine in predstojnik katedre za slovenistiko na Univerzi v Vidmu. V svetovnem merilu je bil Mihajlov znan mitolog in jezikoslovec. Mihajlov je bil učenec ruskega jezikoslovca Vladimira Toporova. Z njegovim posredovanjem je v slovenščini izšla knjiga V. N. Toporova "Predzgodovina književnosti pri Slovanih: poskus rekonstrukcije: (uvod v preučevanje zgodovine slovanskih književnosti" na Oddelku za etnologijo in kulturno antropologijo Filozofske fakultete.

## Kariera
Objavil je številne znanstvene članke s področja slavistike, baltoslavistike, baltistike, klasične filologije in slovanske mitologije. Bil je sourednik revije Studia Mythologica Slavica. Mikhailov je avtor več kot 150. znanstvenih publikacij.

## Zanimivosti
Za zasluge v baltistiki so mu Litvanci podelili litvansko državljanstvo. V svojih raziskavah je primerjal baltske in slovenske jezikoslovne vzporednice. 

### Knjige
- Mitologia slava: studi sulla mitologia dei popoli slavi: antologia. Pisa: ECIG, 1993.
- Mitologia baltica: studi sulla mitologia dei popoli baltici: antologia, ur. Pietro U. Dini – Nikolai Mikhailov, Pisa: ECIG, 1995.
- Dizionario italiano-sloveno, sloveno-italiano, Milano: Vallardi, 1996, 2008.
- I monumenti linguistici sloveni dell’epoca dei manoscritti: lingua e letteratura slovena dai Monumenti di Frisinga a P. Trubar: con una nuova edizione del manoscritto di Cergneu, Pisa: ECIG, 1997.
- Frühslowenische Sprachdenkmäller: die handschriftliche Periode der slowenischen Sprache (XIV. Jh. bis 1550), Amsterdam – Atlanta (GA): Rodopi, 1998 (Studies in Slavic and General Linguistics 26). Slovenski prevod: Jezikovni spomeniki zgodnje slovenščine. Trst: Mladika, 2001
- Baltische und slawische Mythologie: ausgewählte Artikel, Madrid: Actas, 1998 (Studia mythosemeiotica 1).
- Vladimir Toporov, Baltų mitologijos ir ritualo tyrimai, izbor Nikolai Mikhailov, Vilnius: Aidai, 2000.
- Mythologia Slovenica: poskus rekonstrukcije slovenskega poganskega izročila, Trst: Mladika – Knjižnica Dušana Černeta, 2002.

### Izšlo po njegovi smrti
- SALIX SONORA: Памяти Николая Михайлова. М., 2011. – (zbornik posvečen spominu Nikolaja Mikhailova)
- История славянской мифологии в XX веке. М., 2017 - (prevod nedokončane slovenske knjige "Zgodovina slovanske mitologije v 20. stoletju")